# Canon de Flandre
 (août 2025).
 (août 2025).
 (août 2025).
La mise en forme du texte ne suit pas les recommandations de Wikipédia : il faut le « wikifier ».
Les points d'amélioration suivants sont les cas les plus fréquents. Le détail des points à revoir est peut-être précisé sur la page de discussion.
- Les titres sont pré-formatés par le logiciel. Ils ne sont ni en capitales, ni en gras.
- Le texte ne doit pas être écrit en capitales (les noms de famille non plus), ni en gras, ni en italique, ni en « petit »…
- Le gras n'est utilisé que pour surligner le titre de l'article dans l'introduction, une seule fois.
- L'italique est rarement utilisé : mots en langue étrangère, titres d'œuvres, noms de bateaux, etc.
- Les citations ne sont pas en italique mais en corps de texte normal. Elles sont entourées par des guillemets français : « et ».
- Les listes à puces sont à éviter, des paragraphes rédigés étant largement préférés. Les tableaux sont à réserver à la présentation de données structurées (résultats, etc.).
- Les appels de note de bas de page (petits chiffres en exposant, introduits par l'outil «  Source ») sont à placer entre la fin de phrase et le point final[comme ça].
- Les liens internes (vers d'autres articles de Wikipédia) sont à choisir avec parcimonie. Créez des liens vers des articles approfondissant le sujet. Les termes génériques sans rapport avec le sujet sont à éviter, ainsi que les répétitions de liens vers un même terme.
- Les liens externes sont à placer uniquement dans une section « Liens externes », à la fin de l'article. Ces liens sont à choisir avec parcimonie suivant les règles définies. Si un lien sert de source à l'article, son insertion dans le texte est à faire par les notes de bas de page.
- La présentation des références doit suivre les conventions bibliographiques. Il est recommandé d'utiliser les modèles {{Ouvrage}}, {{Chapitre}}, {{Article}}, {{Lien web}} et/ou {{Bibliographie}}. Le mode d'édition visuel peut mettre en forme automatiquement les références.
- Insérer une infobox (cadre d'informations à droite) n'est pas obligatoire pour parachever la mise en page.

Pour une aide détaillée, merci de consulter Aide:Wikification.
Si vous pensez que ces points ont été résolus, vous pouvez retirer ce bandeau et améliorer la mise en forme d'un autre article.
Pour les articles homonymes, voir Canon.
Le Canon de Flandre (Canon van Vlaanderen) comprend soixante points d'ancrage historique flamands (appelés "fenêtres") qui façonnent la Flandre contemporaine. Ce "canon" (ou "liste de référence") est un projet dans lequel le gouvernement flamand désirait donner un aperçu des événements, des dates, des personnes, des traditions, des livres, des objets et des œuvres d'art concernant le territoire de la Flandre afin de mettre en valeur l'histoire de la région.
Lors des négociations gouvernementales en 2019, le gouvernement flamand dirigé par le Premier ministre Jan Jambon (N-VA) est parvenu à un accord pour rédiger  un "Canon flamand" à l'instar du Canon néerlandais. Un comité d'experts indépendants a travaillé à la rédaction durant trois ans avant de le présenter au grand public le 9 mai 2023,. Parmi plus de cinq cents sujets possibles, ils ont sélectionné soixante « fenêtres »  axées sur la politique, la culture, l'archéologie, l'économie, la science, l'écologie ou le sport. Le Canon van Vlaanderen a été traduit en français par Guy Rooryck et est paru en novembre 2024 sous le titre Soixante fenêtres sur la Flandre.

## Tableau
| Canon                                                 | À propos                                                      | Période                               |
| ----------------------------------------------------- | ------------------------------------------------------------- | ------------------------------------- |
| Un endroit dans le monde                              |                                                               | Il y a 12 000 ans                     |
| Les néandertaliens dans la vallée de la Meuse         | Premières traces d'habitation humaine                         | Vers 500 000 - 33 000 avant notre ère |
| Le site d'implantation de Rosmeer                     | Les premiers cultivateurs                                     | Vers 5300-4590 av. J.-C.              |
| Les Celtes sur le mont Kemmel                         | Les Celtes et la centralisation du pouvoir                    | Vers 800-500 av. J.-C.                |
| Tongres, ville romaine                                | La romanisation des Plats Pays                                | Vers 10 av. J.-C. - 400 apr. J.-C.    |
| Charlemagne                                           | Les Francs                                                    | Vers 747-814                          |
| Hebban olla vogala                                    | Les plus anciennes traces néerlandais                         | Fin du XIe siècle                     |
| Le moulin à vent de Wormhout                          | Innovations agriciles                                         | Vers 1183                             |
| Les ports disparus du Zwin                            | Bruges, reliée à la mer                                       | Vers 1100-1500                        |
| Les villes sur la carte d'Al-Idrisi                   | Les contacts avec le monde musulman                           | Vers 1154                             |
| Les Béguinages                                        | Une solidarité enre femmes                                    | XIIIe siècle                          |
| Reynaert de vos ou le goupil flamand                  | La littérature en langue vernaculaire                         | Vers 1260                             |
| 1302                                                  | Révolutions sociales dans les villes de Flandre et du Brabant | 1302                                  |
| L'Agneau mystique des frères Van Eyck                 | L'iconographie médiévale                                      | 1432                                  |
| La bataille de Gavre                                  | Les Bourguignons                                              | 1453                                  |
| La procession du cheval Bayard à Termonde             | Processions et ommegangs                                      | Au plus tard en 1460                  |
| L'antiphonaire de Malines                             | La polyphonie dans les Plats Pays                             | Vers 1515                             |
| Érasme                                                | L'humanisme                                                   | Vers 1469-1536                        |
| Pedro de Gante                                        | Des Européens dans un ‘Nouveau Monde'                         | Vers 1480-1572                        |
| Dulle Griet                                           | Pieter Brueghel l'Ancien et la Renaissance                    | 1563                                  |
| La ffurie iconoclaste                                 | La guerre civile dans les anciens Pays-Bas                    | 1566                                  |
| Simon Stevin                                          | L'approche scientifique                                       | 1548-1620                             |
| Cathelyne Van den Bulcke                              | Les procès en sorcellerie en Europe                           | ? - 1590                              |
| L'Adoration des mages                                 | Rubens et le Baroque                                          | 1624                                  |
| Le bombardement de Bruxelles                          | Les guerres dans les Pays-Bas des Habsbourg d'Espagne         | 1695                                  |
| Marie-Thérèse d'Autriche                              | L'Europe des Lumières                                         | 1717-1780                             |
| La Mule Jenny                                         | L'avènement des machines et des usines                        | Vers 1800                             |
| Le code Napoléon)                                     | La Période française                                          | 1804                                  |
| Une constitution libérale                             | La Belgique indépendante                                      | 1830-1831                             |
| Le premier voyage en train                            | Le chemin de fer désenclave le pays                           | 1835                                  |
| Le Lion de Flandres                                   | Hendrik Conscience et le mouvement flamand                    | 1838                                  |
| La crise de la pomme de terre                         | La misère des Flandres                                        | 1845-1847                             |
| L'affranchissement de l'Escaut                        | Anvers, porte d'accès au monde                                | 1863                                  |
| Émilie Claeys                                         | La 'question sociale' au XIXe siècle                          | 1855-1943                             |
| L'Entrée du Christ à Bruxelles en 1889 de James Ensor | Formes nouvelles dans les arts plastiques                     | 1889                                  |
| Nuit de sang à Louvain                                | La lutte pour le droit de vote                                | 1902                                  |
| Maria Belpaire                                        | Des écoles pour filles                                        | 1853-1948                             |
| Trois coqs hardis                                     | Le mouvement flamand et la lutte linguistique                 | 1910                                  |
| Le Tour des Flandres                                  | Le pays de la course cycliste                                 | 1913                                  |
| Paul Panda Farnana                                    | Le Congo, conquis et colonisé                                 | 1888-1930                             |
| Les parents éplorés de Käthe Kollwitz                 | La Première Guerre mondiale                                   | 1914-1918                             |
| Des cités minières multiculturelles                   | Les charbonnages du Limbourg                                  | 1901-1992                             |
| Le mouvement de jeunesse de Joseph Cardijn)           | "Pilarisation" et sécularisation                              | Les années 1920                       |
| "Ons kookboek" : Notre livre de cuisine               | Préceptes culinaires                                          | 1927                                  |
| La Tour de l'Yser                                     | L'héritage de la Première Guerre mondiale                     | 1930                                  |
| Le drame de Meensel-Kiezegem                          | La Seconde Guerre mondiale                                    | 1940-1945                             |
| La caserne Dossin)                                    | La persécution des Juifs pendant la Seconde Guerre mondiale   | 1940-1945                             |
| Le pacte social                                       | La sécurité sociale et l'État-providence                      | 1944                                  |
| L'habitat linéaire                                    | L'aménagement du territoire en Flandre                        | 1948                                  |
| Paula Sémer                                           | La télévision, une fenêtre sur le monde                       | 1925-2021                             |
| Hugo Claus et ses Poèmes d'Oostakker                  | Le renouveau artistique de l'après-guerre                     | 1955                                  |
| La pilule                                             | La révolution sexuelle et les droits de la femme              | 1961                                  |
| Le plat pays de Jacques Brel                          | La culture francophone en Flandre                             | 1962                                  |
| La fFrontière linguistique fixée par la loi           | La Belgique devient un Etat fédéral                           | 1962-1963                             |
| La sidérurgie en Flandre                              | La croissance économique des années 1960                      | 1967                                  |
| Rock Werchter                                         | Sous le signe des festivals                                   | 1975                                  |
| L'euro                                                | L'intégration européenne                                      | 2002                                  |
| Le mariage homosexuel                                 | LGBT..., de la discrimination à l'émancipation                | 2003                                  |
| "Goesting", des mots qui parlent                      | Une langue standard pour la Flandre                           | 2004                                  |
| La présence du monde en Flandre                       |                                                               | 2000                                  |

## But
L'objectif du Canon van Vlaanderen est de renforcer la mémoire collective du peuple flamand. L'ouvrage  peut  également être utilisé dans  l'enseignement flamand et dans le processus d'intégration des nouveaux arrivants. Tout comme aux Pays-Bas, le Canon n'est pas seulement destiné aux cours d'histoire. Il pourrait servir d'outil d'inspiration pour les enseignants de l'enseignement primaire, ainsi que pour les enseignants de diverses matières de l'enseignement secondaire.
Le comité a choisi de dissocier  le Canon van Vlaanderen de toute tentative visant à rendre compte d'une 'identité' flamande. Le texte n'est pas gravé dans le marbre et peut être réajusté et complété. La version sur le web se prête d'ailleurs aisément à des ajouts et à d'éventuels réajustements. Selon la lettre de mission que le comité a reçue du ministre Weyts, le Canon van Vlaanderen doit "ouvrir des fenêtres sur l'histoire, pas fermer des portes", et  "fonctionner comme une contribution à la mémoire collective et au dialogue entre tous les habitants".
Pour Emmanuel Gerard et le comité de rédaction l'histoire n'est pas téléologique. La lettre de mission précise explicitement que le projet ne devait pas être identitaire ou de construction nationale. Jan Dumolyn a déclaré qu'aucun membre du comité ne supposait l'existence d'une "esssence" identitaire flamande. En revanche, les documents politiques du gouvernement flamand ont qualifié le Canon d'instrument pour "renforcer l'identité flamande" et le ministre-président Jambon a déclaré que le canon "bien sûr [devait] promouvoir l'identité flamande". Jan Dumolyn ne voit rien de problématqiue dans cette ambiguïté.

## Composition du comité
Les membres du comité ont des parcours variés et leur expertise recouvre des spécialités variées, dont la philosophie, l'archéologie, la littérature et l'histoire de l'art. Avec Emmanuel Gérard, Jan Dumolyn est le seul professeur d'histoire faisant partie du comité de rédaction. Les membres en sont les suivants :
- Emmanuel Gérard (président)
- Kevin Absilis
- Tinneke Beckman
- Wim De Clercq
- Jan Dumolyn
- Hind Fraihi
- Katlijne Van der Stighelen
- Catherine Verleysen
- Frank Willaert

## Critique
La décision de rédiger un Canon van Vlaanderen a déclenché une discussion parfois vive entre scientifiques, universitaires et personnalités du secteur culturel. La principale critique serait que « le canon flamand tend vers une pensée de supériorité » et que « la Flandre du passé n'est pas la même que la Flandre d'aujourd'hui ». L'Association flamande des professeurs d'histoire et d'études culturelles (VVLG) affirme également qu'un "canon" « donne une fausse image du passé ».
Malgré les critiques, le gouvernement flamand maintient sa position selon laquelle un "Canon" est avant tout un projet positif pour renforcer la mémoire collective de la Flandre. En 2023, en plein débat socéutal sur le Canon, la maison de production De Mensen a diffusé sur la VRT une nouvelle série documentaire conscarée à l'histoire de Flandre, Het verhaal van Vlaanderen, présentée par Tom Waes.
En octobre 2022, l'Académie flamande des sciences et des arts a publié une note critique détaillée due aux es historiens Marc Boone, Jo Tollebeek et Karel van Nieuwenhuyse. Ils soupçonnent une tentative d'introduction d'un canon anti-belge, imposé par le nationaliste flamand N-VA,. L'historien Bruno De Wever a rejeté le concept de canon, qu'il appelle « un projet politique » destiné à la construction de la nation. Son frère, le politicien Bart De Wever (NVA), était au contraire partisan du projet.
Après la publication en mai 2023, est parue dans la presse une évaluation majoritairement positive et divers groupes ont été agréablement surpris, en partie à cause de l'inclusion – inattendue – d'éléments de tolérance et de diversité,. Pourtant, les critiques ont souligné qu'à leur avis le texte comprenait aussi des lacunes ou des déséquilibres :
- « l'histoire du Limbourg n'est pas assez mentionnée dans le nouveau canon »[19]
- des personnages historiques célèbres sont absents, dont le père Damiaan, Paul van Ostaijen[17], et le prêtre Daens[20].
- certains phénomènes sont mis en valeur au détriment parfois d'autres sujets qui sont marginalisés ou omis. Il est ainsi question de la procession des "Géants de Borgerhout" (les Reuskens de Borgerhout (nl))[18] et de l'ommegang de Termonde, mais l'important   carnaval d'Alost ne figure que dans une note de bas de page[21] ; il est question du style de musique new beat, mais rien au sujet du mouvement théâtral du « Vlaamse Golf (nl) »[22].

## Littérature
- Jo Tollebeek, Marc Boone et Karel van Nieuwenhuyse, Een Canon van Vlaanderen. Motieven en bezwaren, KVAB Standpunt 78, 2022  (ISBN 9789065692115)
- W. Smets, « Dienstbaar verleden? Hoe een Canon van Vlaanderen kan bijdragen tot goed onderwijs », in: Tijdschrift voor onderwijsrecht en -beleid, 2021 (3), pp. 250-257.
- Serge Govaert, Le "canon de Flandre" dans son contexte politique : origine, élaboration, réceptions, CRISP, 62 pages  (ISBN 9762870753484.
- De Canon van Vlaanderen in 60 vensters, 300 pages, Borgerhoff & Lamberigts  (ISBN 9789463939232)
- Soixante fenêtres sur la Flandre, 320 pages, Borgerhoff & Lamberigts  (ISBN 9789464946345)